# Paragyrodon
Paragyrodon is een monotypisch geslacht van schimmels behorend tot de familie Paxillaceae. Het bevat een soort, namelijk Paragyrodon sphaerosporus.